# Болтутино (Калузька область)
Болтутино (рос. Болтутино) — присілок в Спас-Деменському районі Калузької області Російської Федерації.
Населення становить 13 осіб. Входить до складу муніципального утворення Хутір Новоалександровський.

## Історія
Від 2004 року входить до складу муніципального утворення Хутір Новоалександровський

## Населення
| 2002 | 2007 | 2010 |
| ---- | ---- | ---- |
| 27   | ↘18  | ↘13  |